# Lysimachia fortunei
Lysimachia fortunei là một loài thực vật có hoa trong họ Anh thảo. Loài này được Maxim. mô tả khoa học đầu tiên năm 1868.